# Het dagboek van een fantast
Het dagboek van een fantast is het vierde stripalbum uit de reeks Robbedoes door ..., uitgegeven bij Dupuis in 2008. Het verhaal werd geschreven en getekend door Emile Bravo. De inkleuring is van Rémi Chaurand en Delphine Chedru. Emile Bravo maakte er een prequel bij de hoofdreeks Robbedoes en Kwabbernoot van.

## Ontstaan
Eerste aanzet van dit project was een vraag van Fabrice Tarrin, die aan Emile Bravo vroeg om hem een scenario voor zijn Robbedoes te schrijven. Maar Fabrice Tarrin, als fan van Franquin, wilde een verhaal dat zich afspeelde tijdens de jaren 60. Emile Bravo was echter meer geïnteresseerd in de jeugd van Robbedoes. Emile Bravo zag Robbedoes als een strippersonage zonder echte, individuele persoonlijkheid. En hij vond het amusant om te tonen hoe zo'n personage toch een grote rol kon spelen in de dramatische gebeurtenissen in aanloop van de Tweede Wereldoorlog. Dit zou dan verklaren waarom Robbedoes in zijn latere avonturen zich ver zou houden van politiek en zware onderwerpen. 
Verder wilde Emile Bravo een antwoord geven op enkele vragen. Waarom draagt Robbedoes een uniform van groom terwijl we hem nooit zo zien werken? Is hij ooit verliefd geweest? Heeft hij een politiek geweten? Hoe is zijn onwrikbare vriendschap met Kwabbernoot ontstaan?

## Inhoud
In het album wordt Robbedoes als tiener getoond, die als piccolo werkt in een Brussels hotel in de jaren 1930. Er hangt oorlog in de lucht, het antisemitisme rukt op, ook in het hotel blijft niets bij hetzelfde. Bravo vertelt niet alleen hoe Robbedoes zijn latere vriend Kwabbernoot ontmoet en hoe Robbedoes verliefd wordt op een joods meisje, Kassandra. Hij stopt zijn boek ook vol met verwijzingen naar de Belgische en internationale actualiteit.

## Ontvangst
Het album ontving gunstige kritieken en Emile Bravo ontving ook verschillende prijzen, zoals de Grand Prix RTL en bekroning als een van de vijf Essentiels de l'année op het Festival van Angoulême 2009. Gelet op dit succes was uitgeverij Dupuis al snel akkoord om een vervolg uit te geven.